# Sørreisa
Sørreisa este o comună din provincia Troms, Norvegia.